# Siedlung Repelen

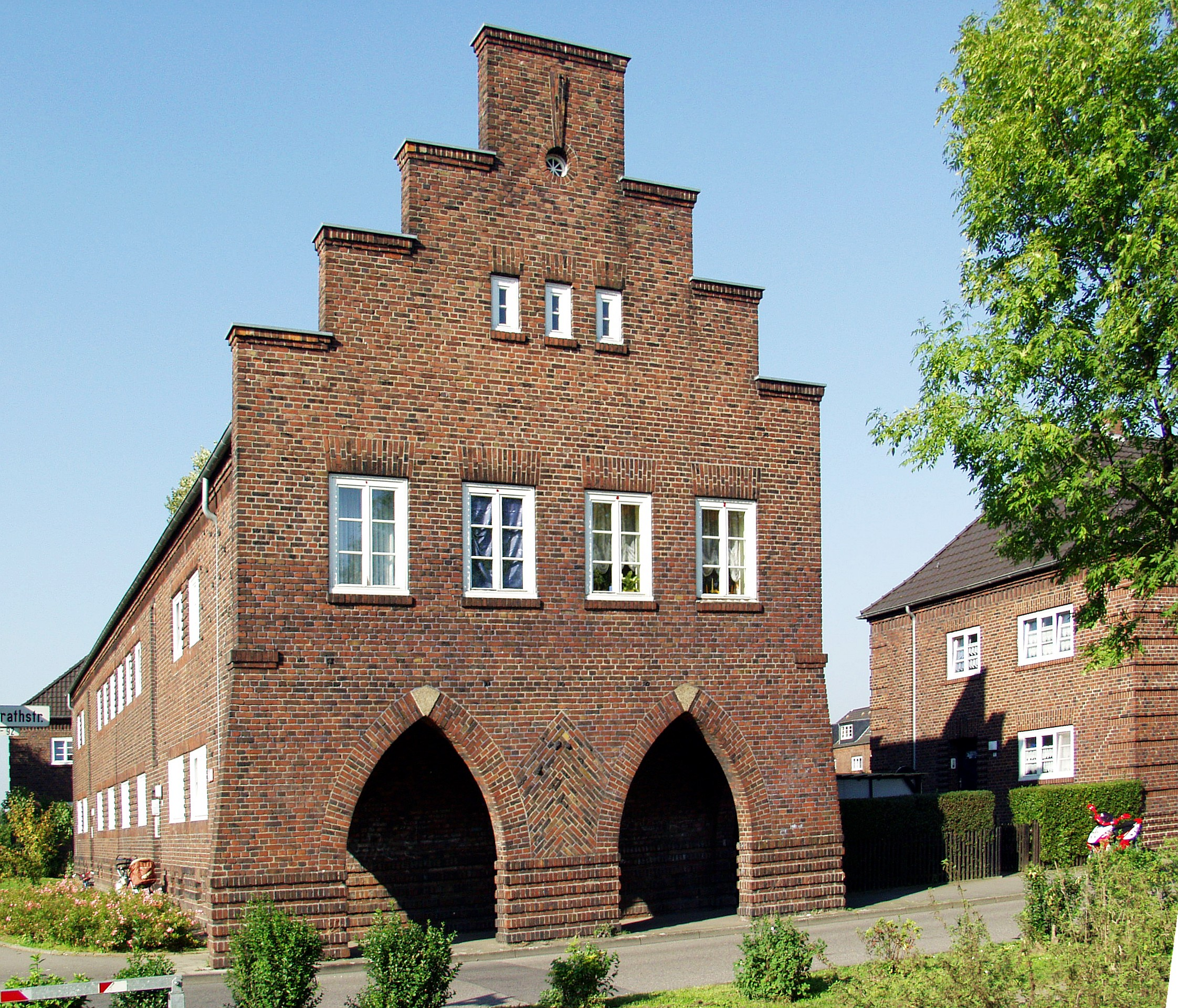
Siedlung Repelen, Kamper Straße / Freiligrathstraße

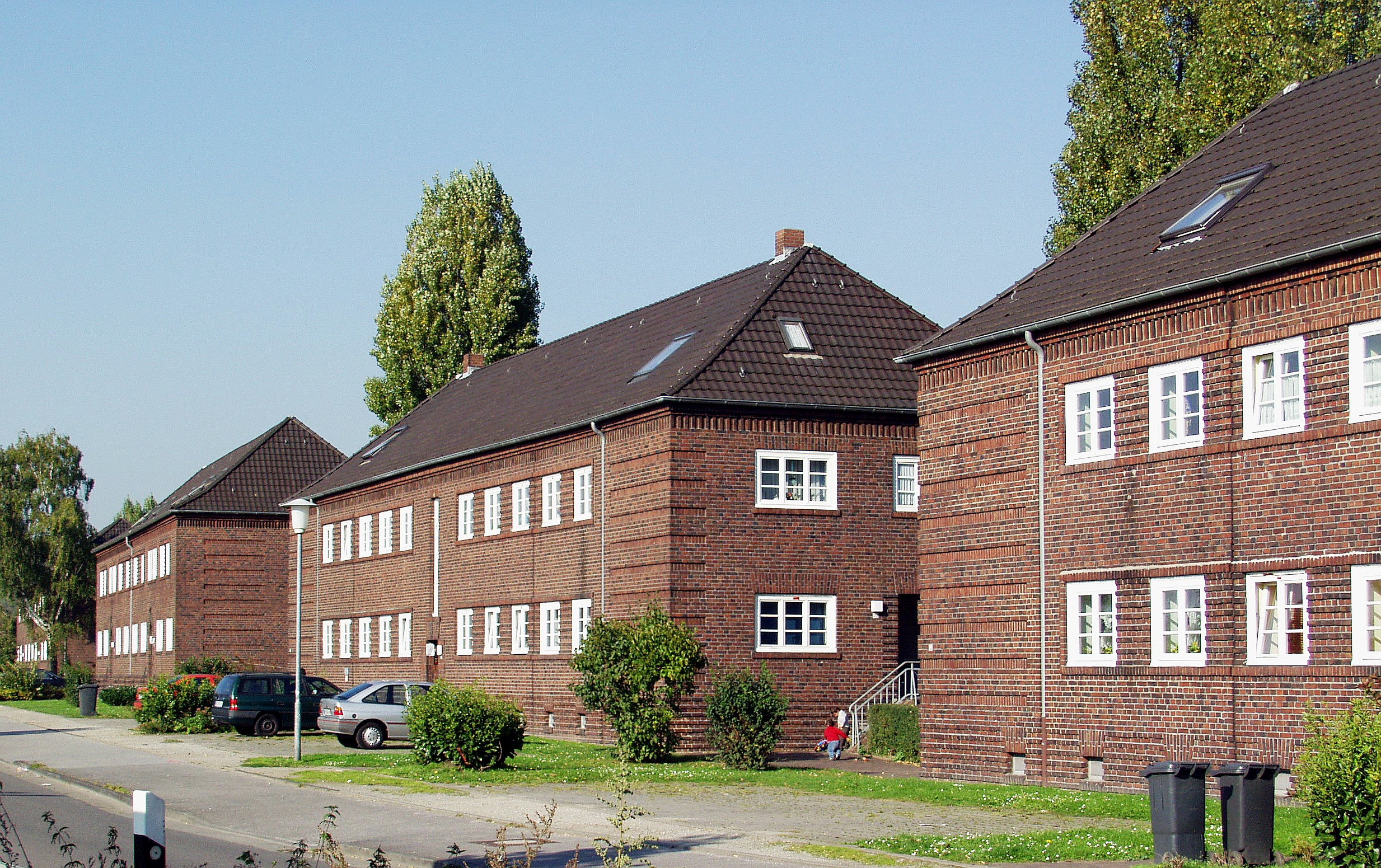
Siedlung Repelen

Die Siedlung Repelen ist eine Bergarbeitersiedlung im Moerser Stadtteil Rheinkamp.
Nachdem 1927 die Zeche Pattberg mit den Schächten I/II die Förderung aufgenommen hatte, erstellte die Bergmannssiedlung linker Niederrhein GmbH in den Jahren von 1930 bis 1936 über dem Feld „Rheinland“ der Zeche Rheinpreußen insgesamt 387 Wohneinheiten.
Die Siedlung stand nur mittelbar für die Bergarbeiter zur Verfügung, da gemeinnützige Baugesellschaften nicht zweckgebunden bauen durften.
Es wurden freistehende, zweigeschossige Mehrfamilienhäuser gebaut. Im Baustil wurde eine rationelle, moderne Wohnarchitektur mit einer traditionellen Formgebung kombiniert, die besonders in den Walm- und Krüppelwalmdächern zum Ausdruck kommt. Die Fassaden wurden durch die Sprossenfenster und Mauerwerks-Zierverbände gegliedert, letztere vor allem an den Tür- und Fenstergewänden sowie an den Hausecken. Besondere Haustypen mit gotischen Stufengiebeln und Arkaden mit Spitzbögen heben die Eckbereiche und Straßeneinmündungen hervor. Die Eckbauten Kamper Straße / Freiligrathstraße zeigen einen größeren Variationsreichtum mit Anklängen an expressionistische Architektur mit Motiven der Backsteingotik.
Nutzgärten und Spielplätze sind in den großen Innenhöfen zu finden.